# Saint-Genouph
Saint-Genouph és un municipi francès, situat al departament de l'Indre i Loira i a la regió de Centre – Vall del Loira. L'any 2007 tenia 1.015 habitants.

## Demografia

### Població
El 2007 la població de fet de Saint-Genouph era de 1.015 persones. Hi havia 363 famílies, de les quals 80 eren unipersonals (40 homes vivint sols i 40 dones vivint soles), 97 parelles sense fills, 158 parelles amb fills i 28 famílies monoparentals amb fills.
La població ha evolucionat segons el següent gràfic:
Habitants censats

### Habitatges
El 2007 hi havia 417 habitatges, 385 eren l'habitatge principal de la família, 16 eren segones residències i 16 estaven desocupats. 402 eren cases i 8 eren apartaments. Dels 385 habitatges principals, 329 estaven ocupats pels seus propietaris, 45 estaven llogats i ocupats pels llogaters i 10 estaven cedits a títol gratuït; 31 tenien dues cambres, 54 en tenien tres, 99 en tenien quatre i 201 en tenien cinc o més. 326 habitatges disposaven pel capbaix d'una plaça de pàrquing. A 151 habitatges hi havia un automòbil i a 210 n'hi havia dos o més.

### Piràmide de població
La piràmide de població per edats i sexe el 2009 era:
| Homes | Edats   | Dones |
| ----- | ------- | ----- |
| 0     | 95 o +  | 4     |
| 0     | 90 a 94 | 8     |
| 12    | 85 a 89 | 0     |
| 8     | 80 a 84 | 0     |
| 8     | 75 a 79 | 16    |
| 16    | 70 a 74 | 20    |
| 12    | 65 a 69 | 24    |
| 24    | 60 a 64 | 20    |
| 28    | 55 a 59 | 16    |
| 24    | 50 a 54 | 28    |
| 40    | 45 a 49 | 32    |
| 52    | 40 a 44 | 40    |
| 48    | 35 a 39 | 40    |
| 40    | 30 a 34 | 48    |
| 16    | 25 a 29 | 16    |
| 8     | 20 a 24 | 20    |
| 28    | 15 a 19 | 40    |
| 48    | 10 a 14 | 36    |
| 52    | 5 a 9   | 40    |
| 16    | 0 a 4   | 32    |

## Economia
El 2007 la població en edat de treballar era de 676 persones, 509 eren actives i 167 eren inactives. De les 509 persones actives 475 estaven ocupades (264 homes i 211 dones) i 34 estaven aturades (16 homes i 18 dones). De les 167 persones inactives 71 estaven jubilades, 62 estaven estudiant i 34 estaven classificades com a «altres inactius».

### Ingressos
El 2009 a Saint-Genouph hi havia 379 unitats fiscals que integraven 1.014 persones, la mediana anual d'ingressos fiscals per persona era de 19.397 €.

### Activitats econòmiques
Dels 37 establiments que hi havia el 2007, 2 eren d'empreses alimentàries, 1 d'una empresa de fabricació de material elèctric, 1 d'una empresa de fabricació d'altres productes industrials, 15 d'empreses de construcció, 7 d'empreses de comerç i reparació d'automòbils, 1 d'una empresa d'hostatgeria i restauració, 1 d'una empresa d'informació i comunicació, 1 d'una empresa immobiliària, 5 d'empreses de serveis, 1 d'una entitat de l'administració pública i 2 d'empreses classificades com a «altres activitats de serveis».
Dels 16 establiments de servei als particulars que hi havia el 2009, 1 era un taller de reparació d'automòbils i de material agrícola, 4 paletes, 4 guixaires pintors, 4 lampisteries, 1 electricista i 2 perruqueries.
Dels 2 establiments comercials que hi havia el 2009, 1 era una fleca i 1 una botiga de material de revestiment de parets i terra.
L'any 2000 a Saint-Genouph hi havia 26 explotacions agrícoles que ocupaven un total de 294 hectàrees.

## Equipaments sanitaris i escolars
El 2009 hi havia una escola elemental.

## Poblacions més properes
El següent diagrama mostra les poblacions més properes.